# Mariusza Ludwig
Mariusza Ludwig, z domu Durlej (ur. 4 lutego 1971) – polska strzelczyni specjalizująca się w strzelaniu z pistoletu pneumatycznego. Mistrzyni świata juniorów, medalistka seniorskich i juniorskich mistrzostw Europy.
Zawodniczka Wawelu Kraków, była podopieczną Rajmunda Stachurskiego. W 1988 roku wywalczyła złoty medal Ogólnopolskiej Spartakiady Młodzieży. Po zakończeniu kariery została sędziną klasy państwowej.
W 1989 roku zdobyła cztery medale na dużych juniorskich imprezach. Wpierw dwukrotnie wywalczyła brąz na juniorskich mistrzostwach Europy, zdobywając 378 punktów (w drużynie partnerowały jej Mirosława Sagun i Monika Świątkowska). Poprawiła te osiągnięcia na mistrzostwach świata juniorów, zajmując indywidualnie drugie miejsce (377 punktów), oraz pierwsze miejsce drużynowo (wraz z Mirosławą Sagun i Gabrielą Nowakowską pobiły rekord świata). Dwa lata później zdobyła brąz na mistrzostwach świata juniorów (wraz ze Sławomirą Szpek i Gabrielą Nowakowską). Ostatnie juniorskie podia osiągnęła w 1991 roku na mistrzostwach Europy w Manchesterze. Indywidualnie osiągnęła trzecią pozycję, a w drużynie (ze Szpek i Nowakowską) drugą lokatę.
W seniorskich mistrzostwach Europy (startując już pod nazwiskiem męża) wywalczyła dwa medale. W 1994 roku została brązową medalistką mistrzostw Europy w drużynie (partnerowały jej Sagun i Julita Macur), a w 1997 roku w Warszawie została wicemistrzynią kontynentu (taki sam skład drużyny).
W 1999 otrzymała tytuł honorowego członka Wawelu Kraków.